# Parafia Ewangelicko-Augsburska w Starym Bielsku

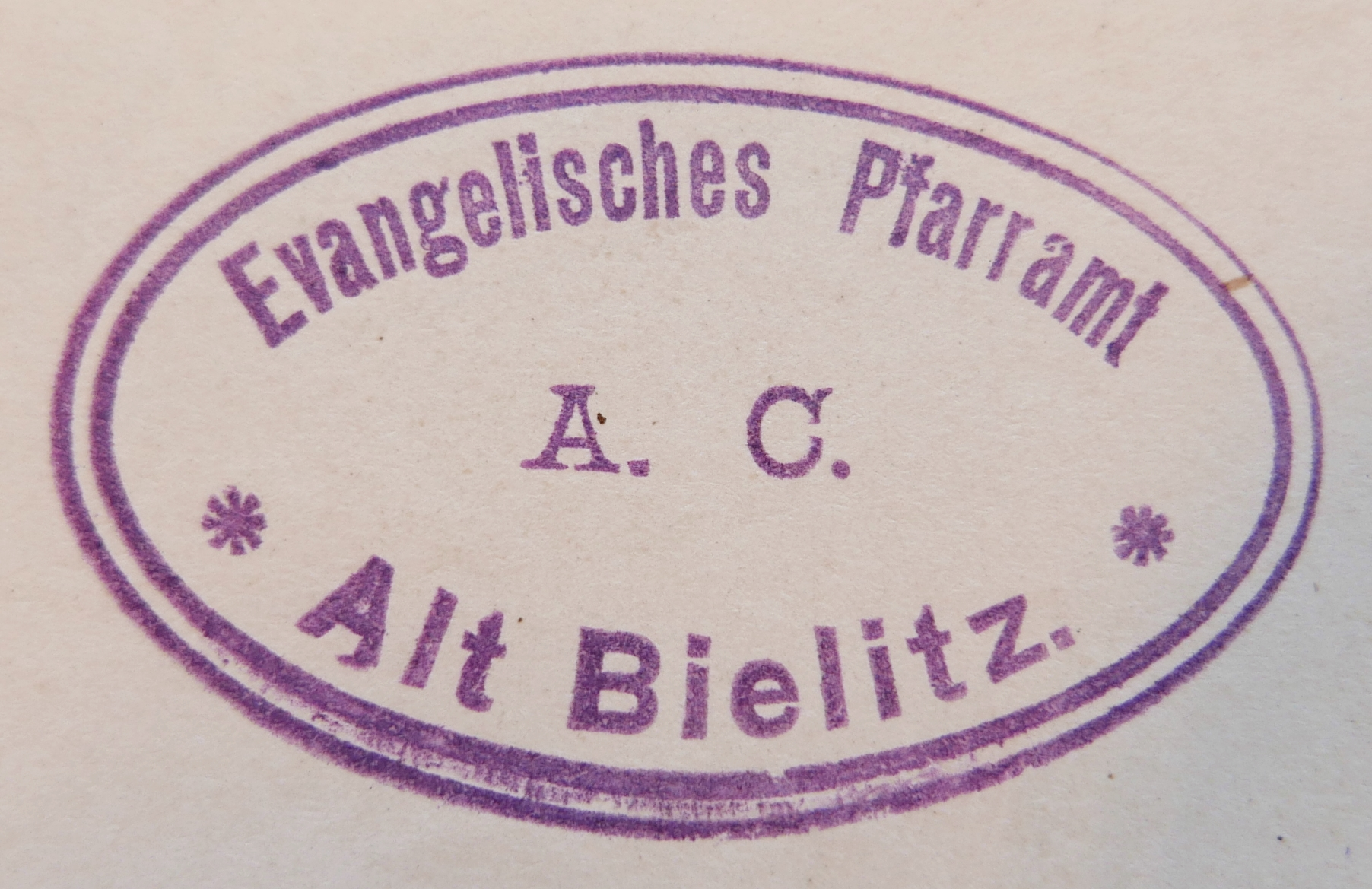
Pieczęć Parafii Ewangelickiej w Starym Bielsku z 1900

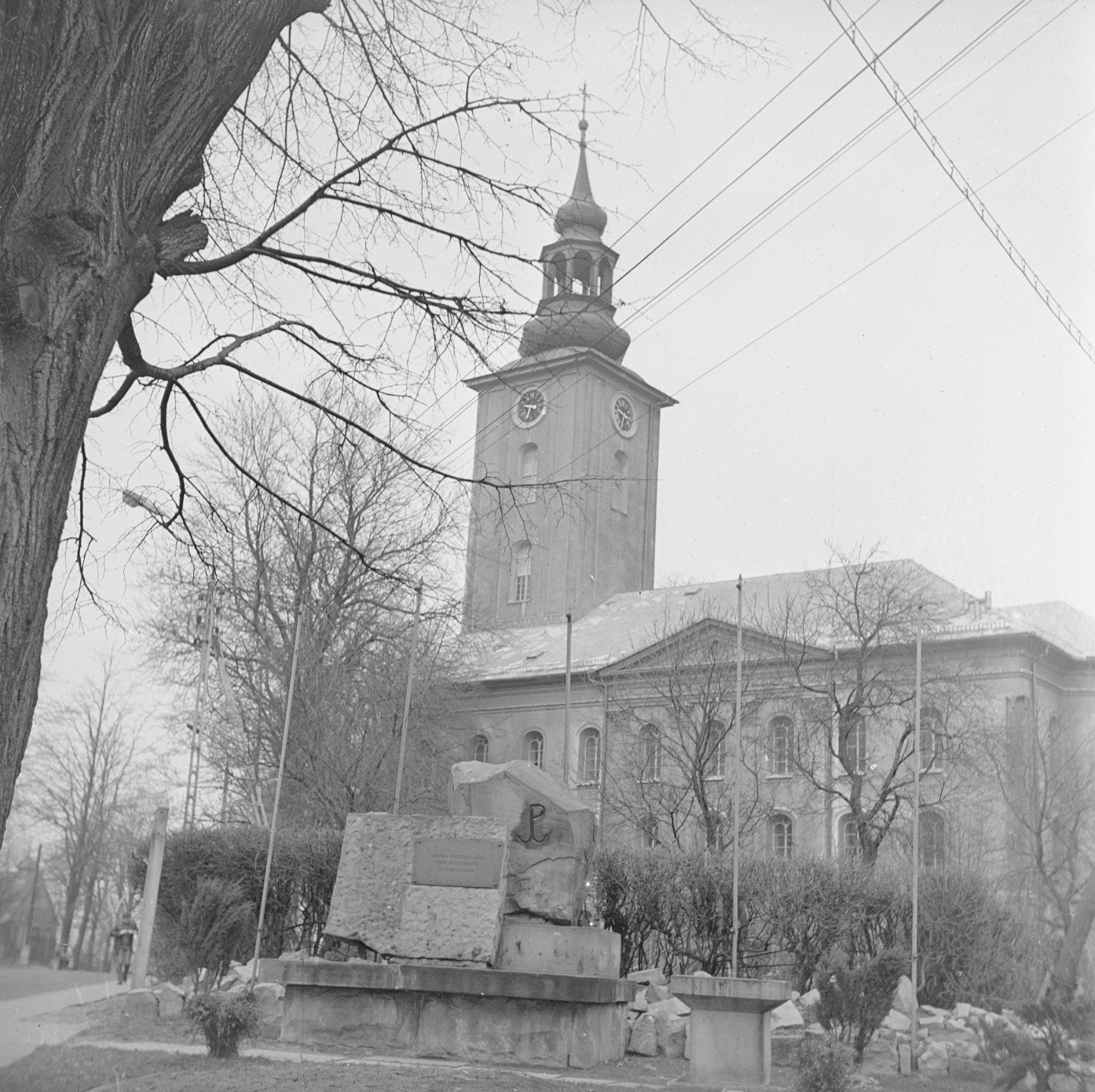
Kościół Jana Chrzciciela w Bielsku-Białej w 1983

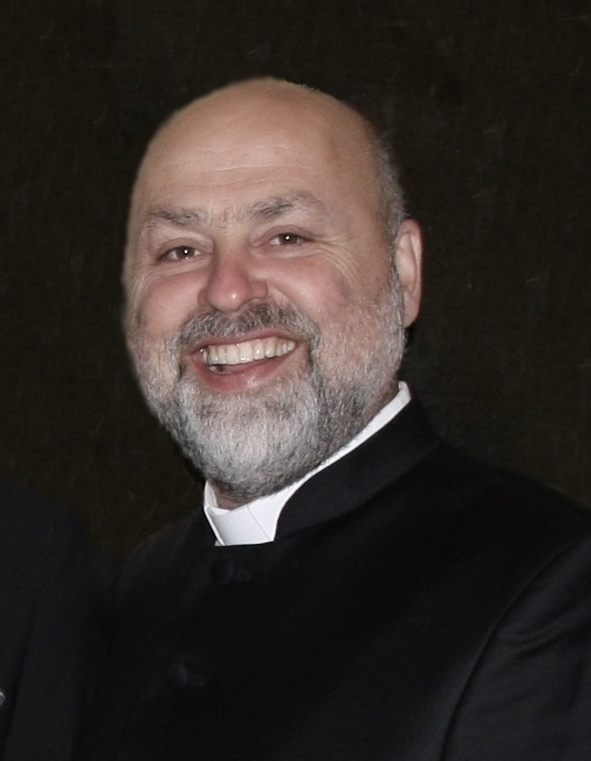
Ks. dr Piotr Szarek, proboszcz parafii od 1993

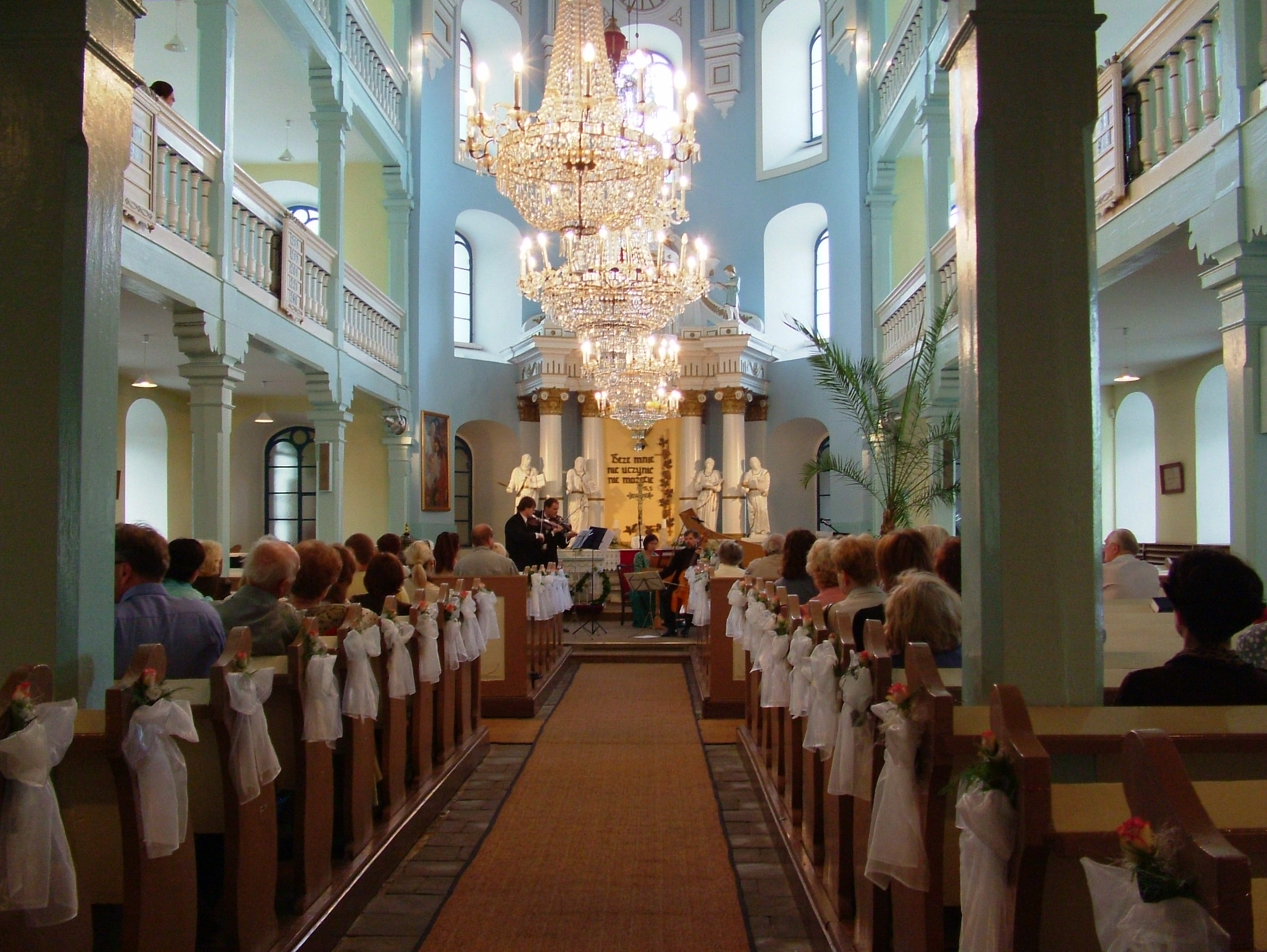
Wnętrze Kościoła Jana Chrzciciela w 2007

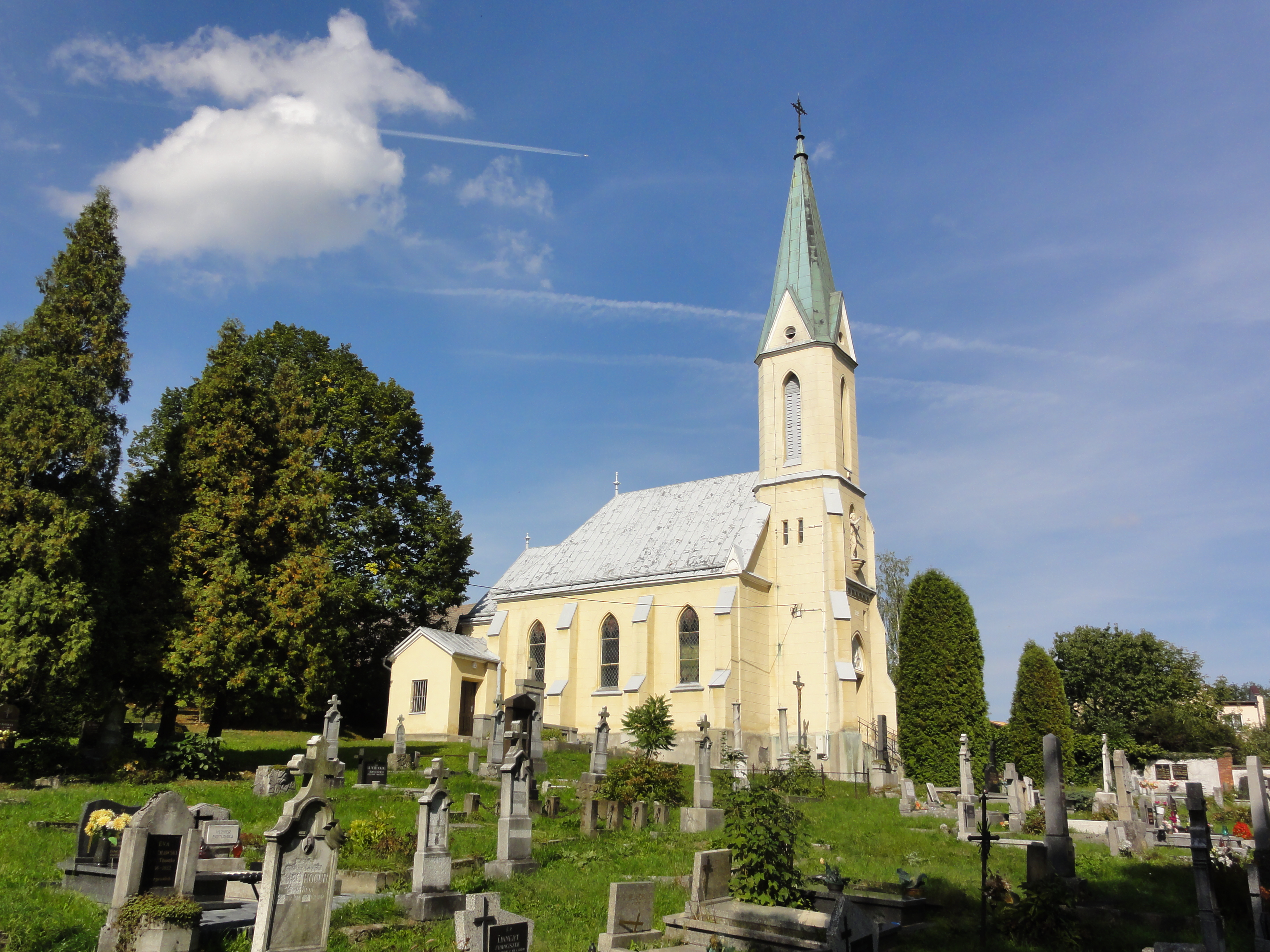
Kościół filialny i cmentarz ewangelicki w Kamienicy w 2012

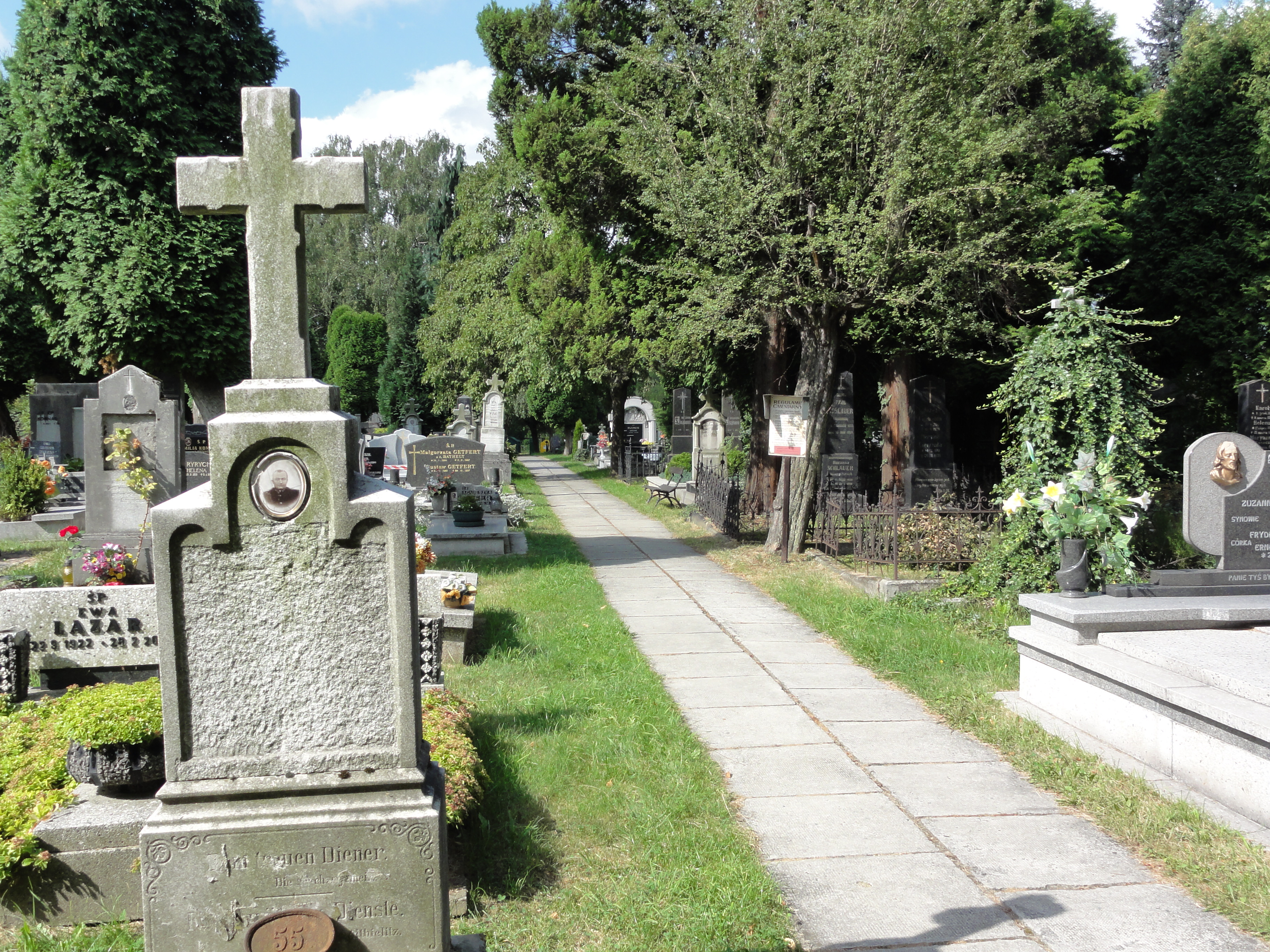
Cmentarz ewangelicki w Starym Bielsku w 2012

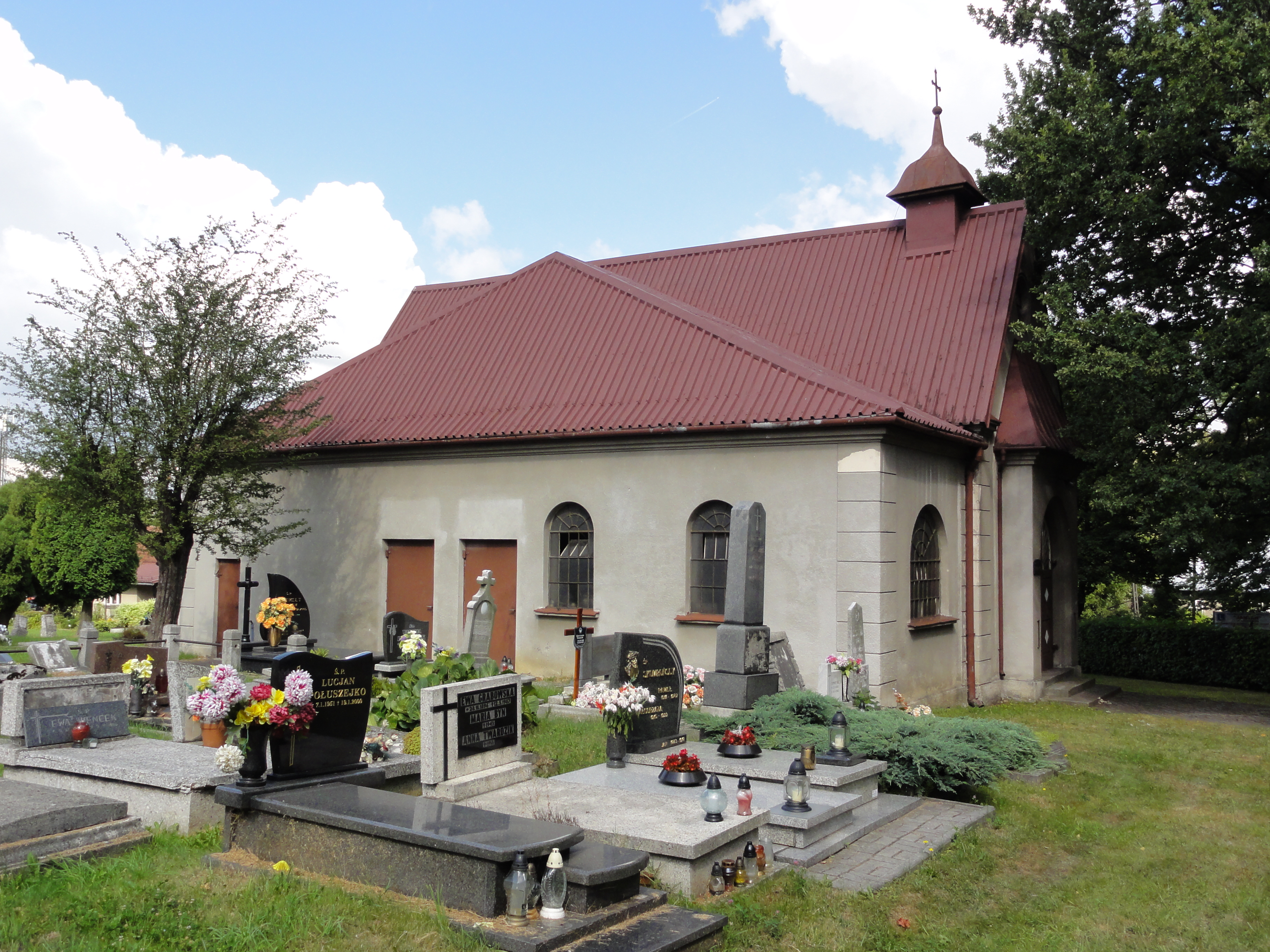
Kaplica na cmentarzu ewangelickim w Starym Bielsku w 2012

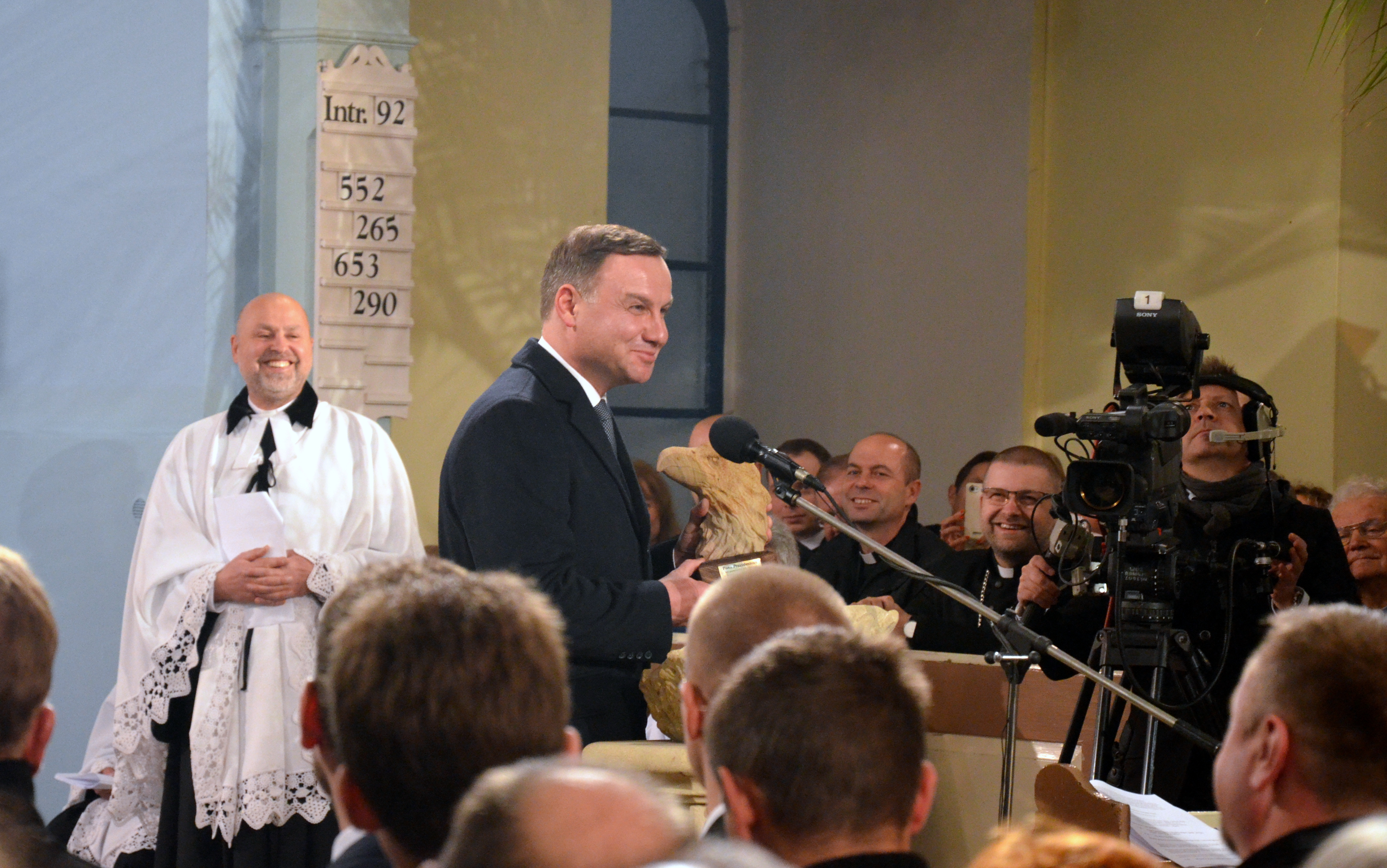
Prezydent Andrzej Duda w kościele w Starym Bielsku, 31 października 2015

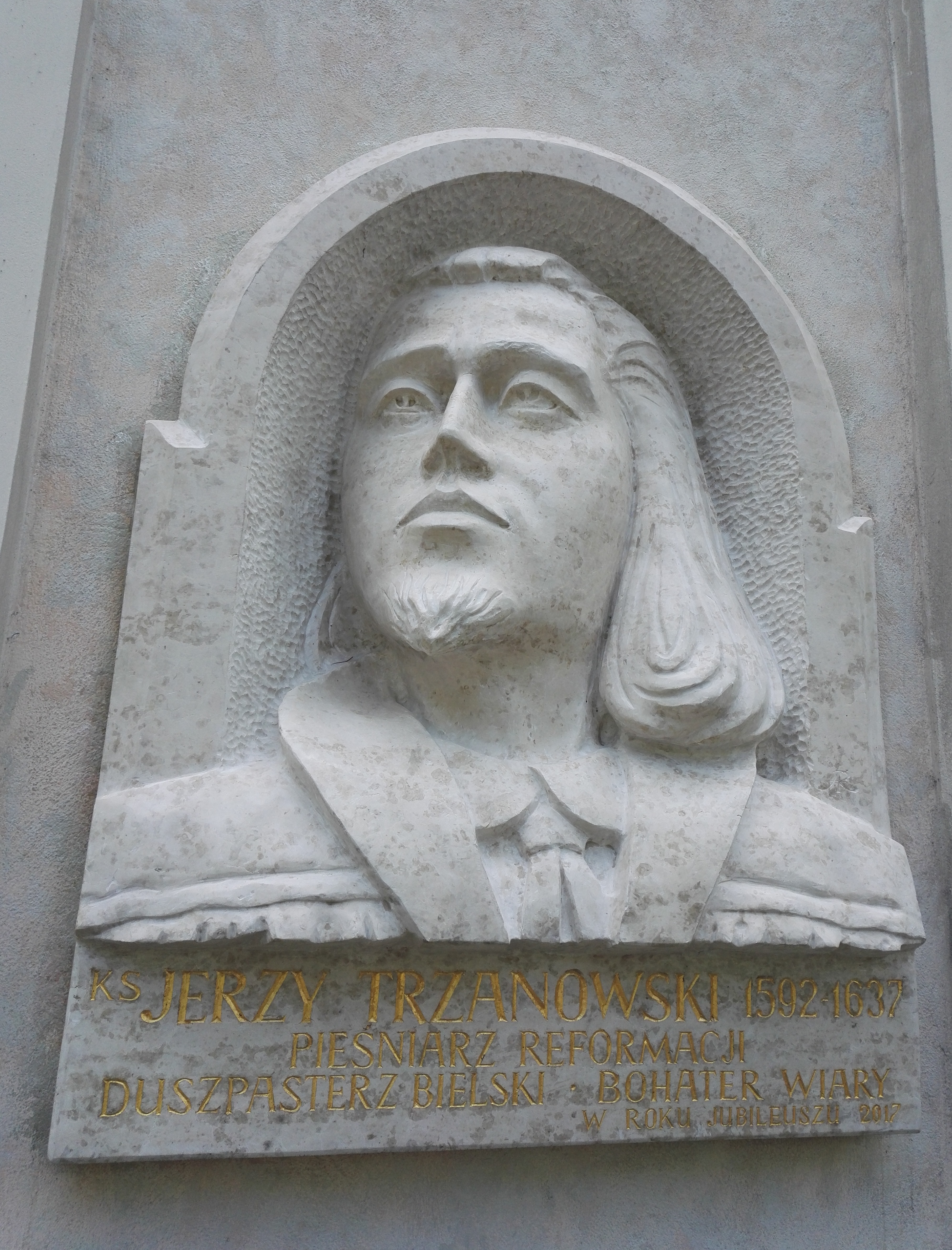
Płaskorzeźba z popiersiem Jerzego Trzanowskiego wmurowana w ścianę Kościoła Jana Chrzciciela

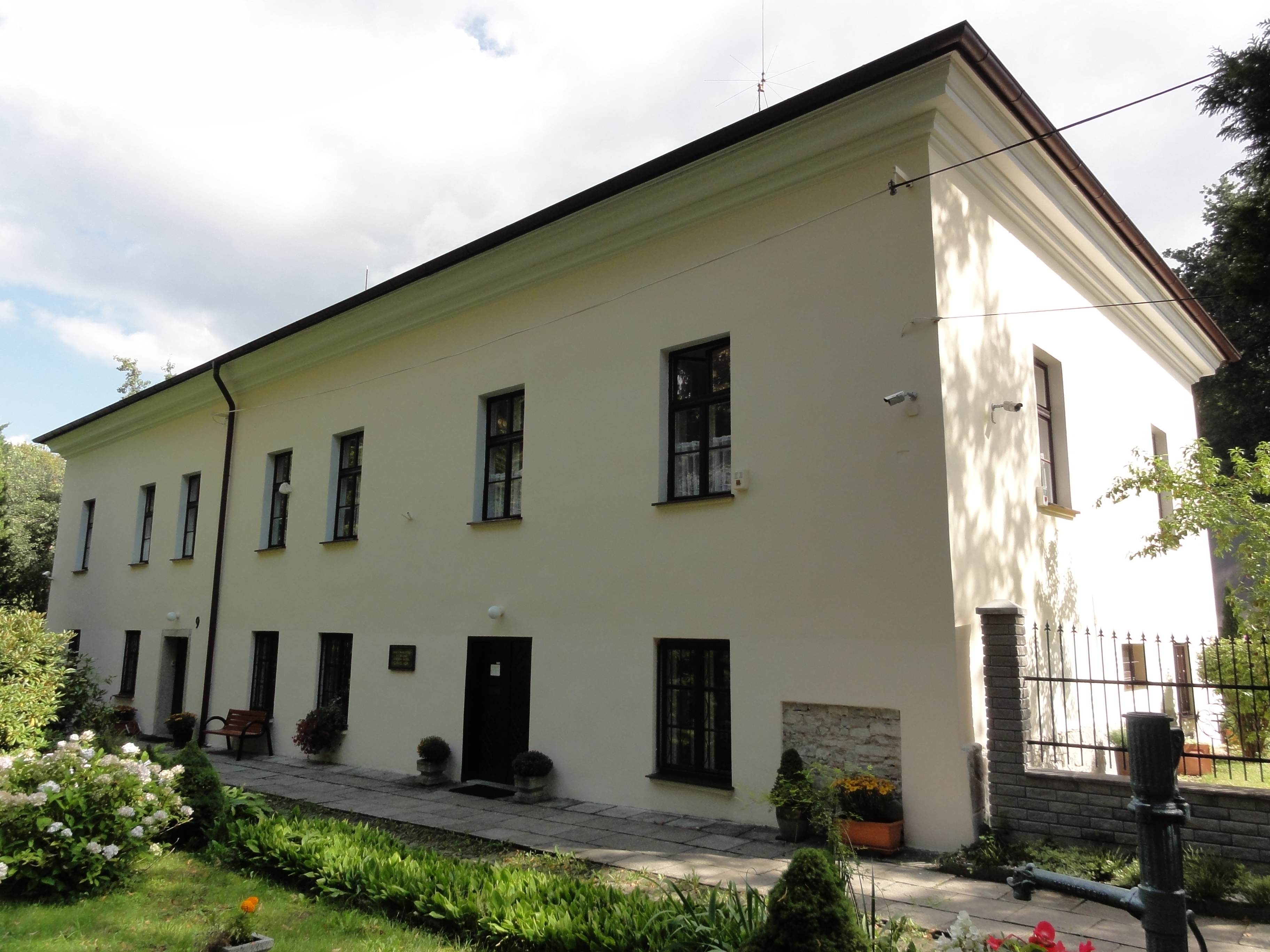
Budynek kancelarii parafialnej

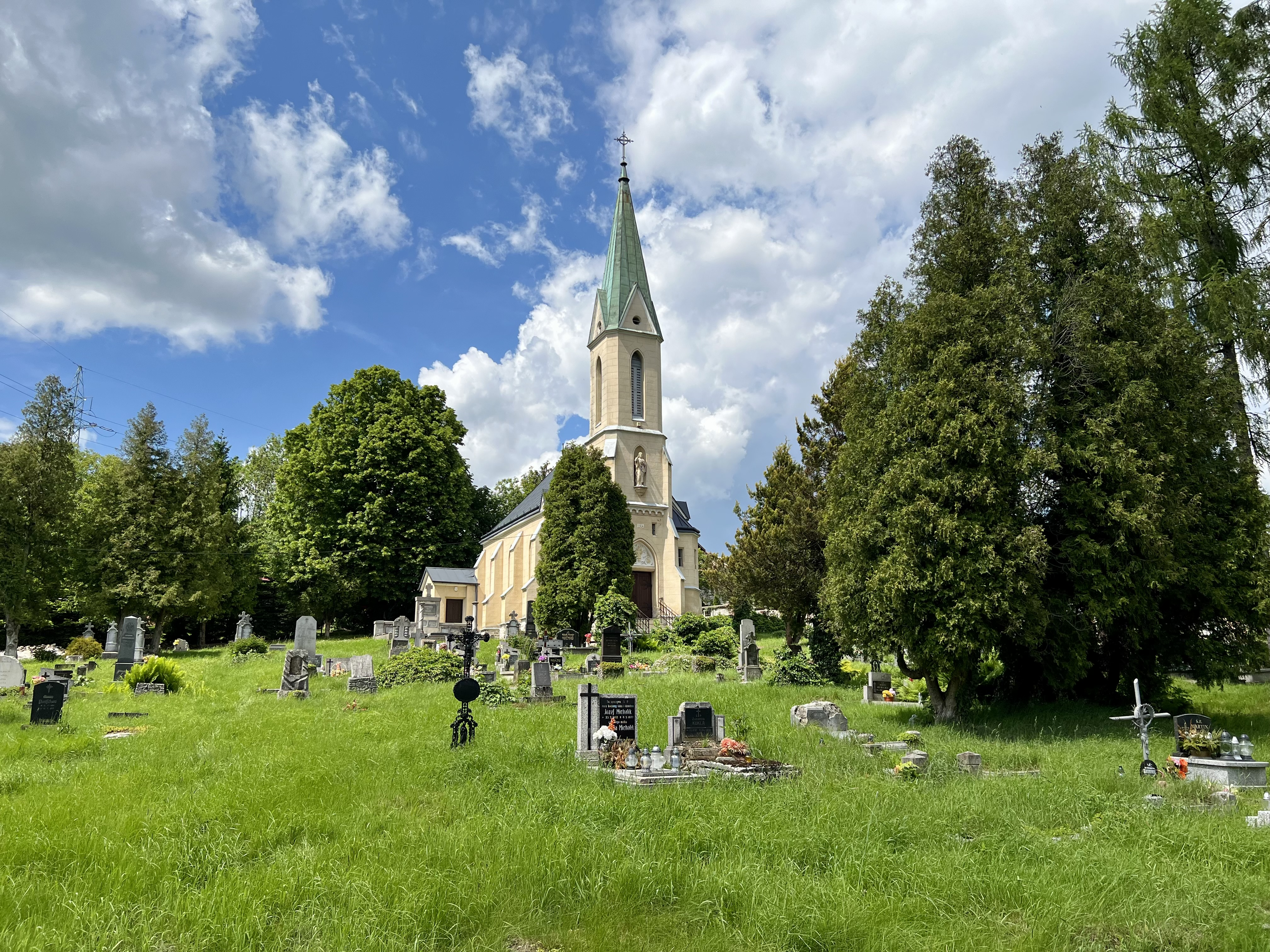
Kościół filialny i cmentarz ewangelicki w Kamienicy

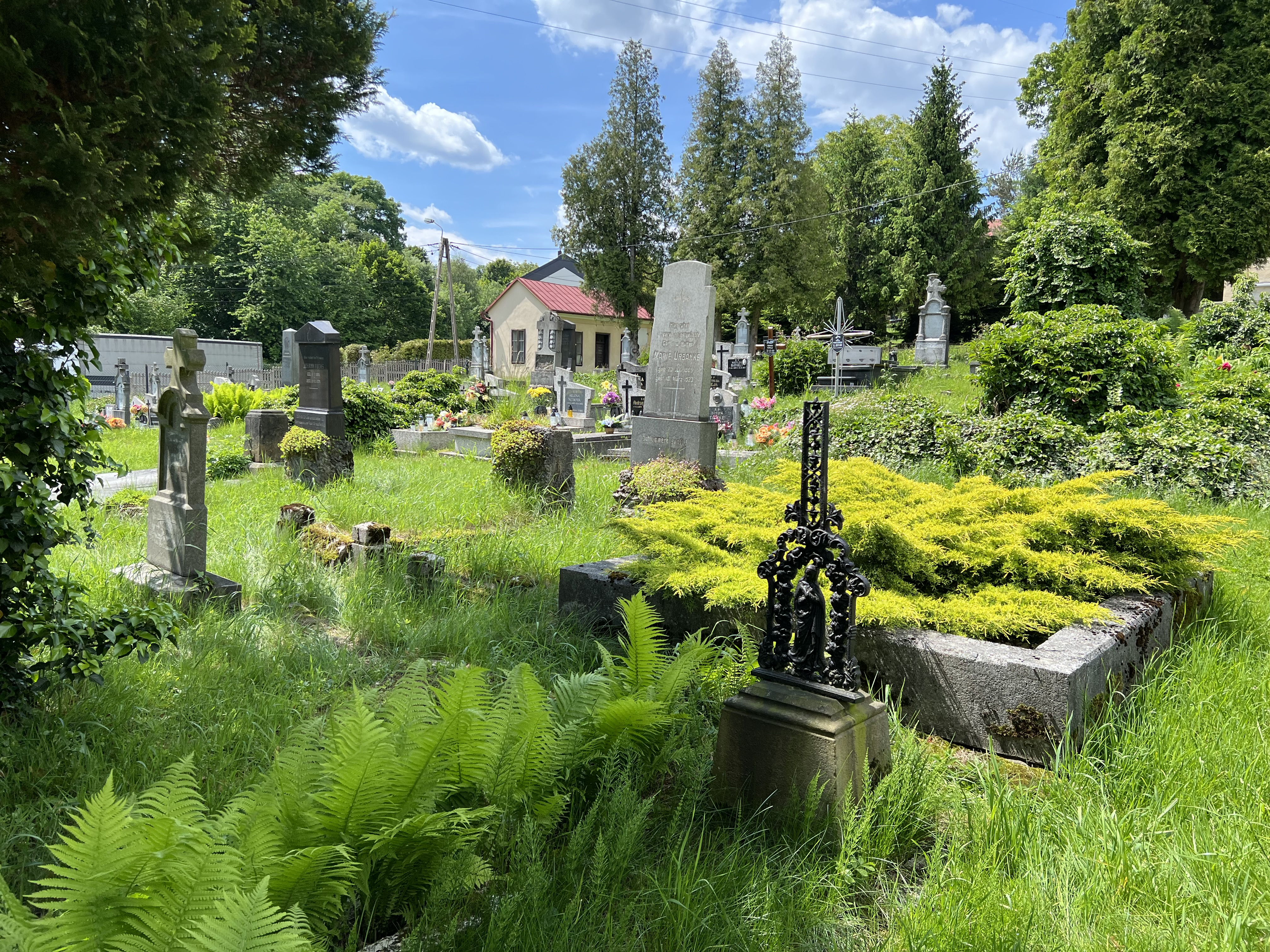
Cmentarz ewangelicki w Kamienicy

Parafia Ewangelicko-Augsburska w Starym Bielsku – parafia luterańska w Bielsku-Białej, w dzielnicy Stare Bielsko, należąca do diecezji cieszyńskiej Kościoła Ewangelicko-Augsburskiego w RP. Jej siedziba mieści się przy ul. Pod Grodziskiem 9.

## Historia

### Początki zboru w Starym Bielsku
W trakcie Reformacji mieszkańcy Starego Bielska przyjęli luteranizm. Ewangelickim stał się wówczas miejscowy kościół św. Stanisława. Stan ten utrzymywał się do 16 kwietnia 1654, kiedy kościół ten został odebrany protestantom przez władze.
Po wydaniu 13 października 1781 Patentu Tolerancyjnego przez cesarza Józefa II prawie natychmiast zorganizowała się parafia w Bielsku, która objęła swoja administracją również Stare Bielsko. Borykano się jednak z brakiem miejsc w kościele bielskim, w związku z czym nastąpiła potrzeba powołania drugiego zboru w okolicy.
Po pożarze kościoła ewangelickiego w Bielsku w 1808 mieszkańcy wsi wchodzących w skład parafii zaproponowali pokrycie połowy kosztów odbudowy obiektu, co miało się wiązać z pozyskaniem dla nich połowy miejsc w kościelnych ławach. Inicjatywa to została jednak odrzucona przez parafię.
5 kwietnia 1811 opublikowany został dekret cesarza Austrii regulujący kwestie organizacyjno-gospodarcze dotyczące Kościoła Ewangelickiego w Austrii. W związku z zarządzeniem przeprowadzone zostało zebranie zorganizowane na Zamku w Bielsku, w którym udział wziął komisarz cesarski Sommer z Cieszyna, jak również duchowni ks. Schmitz i ks. Nowak z parafii bielskiej. Na zgromadzeniu tym zapadła decyzja, że ⅔ kosztów utrzymania duchownych w parafii będzie pokrywane ze środków mieszkańców miasta, natomiast pozostała ⅓ łożona będzie przez ludność zamieszkałą we wsiach obejmowanych administracją parafii. Wobec tego postanowienia reprezentanci mieszkańców Aleksandrowic, Kamienicy, Starego Bielska i Wapienicy zażądali przeznaczenia ⅓ ogółu miejsc w kościelnych ławkach dla ludności tych miejscowości. Roszczenia te spotkały się jednak ze sprzeciwem wiernych z Bielska. 

### Budowa kościoła
W związku z wcześniejszymi wydarzeniami i brakiem miejsca w kościele Zbawiciela wśród wiejskiej społeczności parafii pojawiła się idea budowy własnego kościoła. Na początku czyniono starania o pozyskanie dla ewangelików rzymskokatolickiego kościoła św. Stanisława w Starym Bielsku, który pozostawał w tym czasie zniszczony i rzadko użytkowany przez katolików. Spotkało się to ze sprzeciwem ks. Aloisa Dostala, proboszcza parafii rzymskokatolickiej św. Mikołaja w Bielsku, do której jako filialny należał kościół św. Stanisława w Starym Bielsku. Społeczność ewangelicka wsi postanowiła więc o zakupie terenu pod budowę nowego kościoła. W 1814 dokonano nabycia fragmentu gruntów Dolnego Folwarku w okolicy grodziska w Starym Bielsku, a zezwolenie na budowę oraz założenie nowego zboru uzyskano od władz austriackich 18 kwietnia 1817.
Trwająca 9 lat budowa kościoła dla wiernych z Aleksandrowic, Kamienicy, Starego Bielska i Wapienicy została rozpoczęta 20 lipca 1817, kiedy przez bielskich duszpasterzy ks. Schmitza i ks. Nowaka został poświęcony plac pod jego powstanie. 12 maja 1818 miało miejsce miało miejsce poświęcenie kamienia węgielnego. Ukończony  Kościół Jana Chrzciciela w Starym Bielsku został poświęcony 24 czerwca 1827.

### Powołanie samodzielnej parafii
Kościół w Starym Bielsku początkowo stanowił kościół filialny parafii w Bielsku, w związku z czym czynności duszpasterskie były tu prowadzone przez jej duchownych. Wierni ze Starego Bielska, Kamienicy, Aleksandrowic, Wapienicy oraz Olszówki Górnej postanowili następnie o utworzeniu samodzielnej parafii z własnym proboszczem i siedzibą w Starym Bielsku, co odbyło się za zgodą superintendenta ks. Andrzeja Paulini z Bystrzycy. W skład nowej jednostki weszły rownież Komorowice. Z parafią związani byli również niektórzy wierni z rejonu podległych parafii w Bielsku wsi Międzyrzecze, Mazańcowice, Ligota i Bronów. Należący do starobielskiej parafii mieszkańcy Mazańcowic byli w znacznej większości narodowości polskiej.
Zbór w Starym Bielsku został ostatnim, jaki się zorganizował się na Śląsku Cieszyńskim przed pełnym równouprawnieniem wyznaniowym w 1848.
Pierwszym proboszczem nowo powstałej parafii został ks. Andrzej Źlik, który przybył tu w marcu 1829 z Kozakowic. Jego przywitanie miało miejsce w Grodźcu, skąd członkowie parafii odprowadzili go do Starego Bielska. Duszpasterz zamieszkał na piętrze budynku plebanii. Na parterze obiektu mieściła się sala szkolna, jak również mieszkania jej nauczyciela oraz organisty. Szkoła została następnie przeniesiona do wybudowanego na jej potrzeby nowego gmachu.
Nabożeństwa w parafii prowadzono przeważnie w języku niemieckim, z racji wchodzenia w jej skład w znacznej większości wiernych narodowości niemieckiej. Polskojęzyczne nabożeństwa organizowane były co trzeci tydzień.

### Funkcjonowanie parafii w XIX wieku
Ksiądz Andrzej Źlik wyjechał ze Starego Bielska jesienią 1834 w związku z podjęciem pracy jako duszpasterz parafii w Cieszynie. Na stanowisku proboszcza zastąpił go ks. Johann Friedrich Gloxin, który 18 lutego 1835 przybył do Cieszyna, gdzie w budynku tamtejszej plebanii oczekiwali na niego członkowie starobielskiej parafii. Władał on już wówczas językiem polskim w stopniu podstawowym dzięki uczęszczaniu wcześniej do Gimnazjum w Cieszynie, a po zamieszkaniu w Starym Bielsku kontynuował naukę, w związku z czym w krótkim czasie posiadł możliwość prowadzenia odbywających się tu co trzecią niedzielę polskich nabożeństw. Doprowadził również do powstania sadu oraz ogrodu warzywnego.
Na skutek Wiosny Ludów w 1848 ewangelicy odzyskali prawo do stawiania wież przy posiadanych przez nich kościołach. W związku z tym również do kościoła w Starym Bielsku została dostawiona wieża, a obiekt został także rozbudowany o jedno piętro. Poświęcenie kościoła po przebudowie miało miejsce 17 października 1852.
Około 1860 na powstałym w XIX wieku należącym do parafii cmentarzu ewangelickim w Kamienicy zbudowano drewnianą dzwonnicę.
W 1866 z dotychczasowego obszaru parafii w Bielsku i Jaworzu powstała Parafia Ewangelicko-Augsburska w Międzyrzeczu Górnym, w skład której weszli ewangelicy zamieszkali w okolicy tej miejscowości, z których część pozostawała do tej pory członkami parafii w Starym Bielsku. Do parafii w Międzyrzeczu przyłączyli się również dotychczasowi starobielscy zborownicy narodowości polskiej z Mazańcowic, w związku z czym nabożeństwa w języku polskim w kościele w Starym Bielsku rozpoczęto prowadzić już jedynie pięć razy do roku, a polskojęzyczni członkowie parafii rozpoczęli brać udział w nabożeństwach w kościołach w Bielsku i w Białej.
31 maja 1877 zmarł ks. Johann Friedrich Gloxin, który został następnie pochowany na cmentarzu ewangelickim w Starym Bielsku. W grudniu 1877 stanowisko proboszcza parafii objął ks. Adam Lisztwan.
W 1899 na miejscu dotychczasowej dzwonnicy na cmentarzu w Kamienicy zbudowana została kaplica filialna.

### Dzieje w XX wieku do wybuchu II wojny światowej
Ksiądz Adam Lisztwan pracował na stanowisku proboszcza w Starym Bielsku do 1909. 1 maja 1910 objął je ks. Hugon Bartling z Białej. Z powodu nieznajomości języka polskiego, odbywające się tu nabożeństwa polskojęzyczne były prowadzone gościnnie przez ks. Ottona Kubaczkę, ks. Jerzego Kubaczkę, ks. Józefa Nierostka i ks. Andrzeja Wantułę. 
Celem zachowania charakteru ewangelicko-niemiecko przedstawiciele zboru w 1922 wyrazili chęć przyłączenia się do Ewangelickiego Kościoła Unijnego na polskim Górnym Śląsku, do czego jednak nie doszło. W 1925 parafia zrzeszała 5 080 wiernych.
W okresie międzywojennym założony został chór parafialny. Pierwsza zachowana wzmianka o jego istnieniu w dokumentach parafialnych pochodzi 1927, kiedy miejscowy chór męski wystąpił podczas obchodów 100-lecia założenia zboru w Starym Bielsku.
Od 1932 prowadzenie polskich nabożeństw objął zamieszkały tu wikariusz ks. Hugon Oswald Pudell. W 1937 parafia skupiała 5200 członków.

### II wojna światowa i okres powojenny
W trakcie II wojny światowej cztery razy miało miejsce uszkodzenie kościół Jana Chrzciciela przez pocisk artyleryjski. Doszło również do zniszczenia budynków gospodarczych parafii oraz splądrowania i dewastacji plebanii. Wikariusz ks. Hugon Oswald Pudell w trakcie trwania wojny objął stanowisko proboszcza parafii w Jaworzu. Przed nadejściem Armii Czerwonej około 3000 członków parafii w Starym Bielsku zostało ewakuowanych na zachód. W styczniu 1945 do Niemiec ewakuowany został także proboszcz ks. Hugon Bartling, który następnie został proboszczem parafii w Brunn w powiecie Neustadt an der Aisch-Bad Windsheim.
Po zajęciu Starego Bielska i okolicy przez armię radziecką oraz rozpoczęciu się prześladowań zamieszkałych tu Niemców około 60 członków parafii popełniło samobójstwo. Kolejni wierni ponieśli śmierć na skutek stosowanych po wojnie szykan, panującego głodu oraz chorób. 10 marca 1945 do wsi przybył z Krakowa ks. Adam Wegert, który 1 kwietnia 1945 został administratorem tutejszej parafii. Tego dnia odbyło się również pierwsze nabożeństwo po zakończeniu wojny. Pierwsza powojenna konfirmacja miała miejsce 1 lipca 1945 i poprzedzona była dwumiesięcznym przygotowaniem osób ją przyjmujących. We wrześniu 1945 nowym admimistatorem został ks. Tadeusz Wojak. W 1946 parafia skupiała około 2000 członków, jednak wysiedlenia kontynuowane były do 1950.
Zaraz po zakończeniu wojny chór parafialny prowadził próby wspólnie z chórem bielskim pod dyrygenturą tamtejszej pastorowej Marii Wegertowej. We wrześniu 1945 chór parafii w Starym Bielsku pozyskał na nowo własnego dyrygenta, którym został Paweł Wapienik, kierownik starobielskiej szkoły podstawowej, pracujący także jako organista w parafii. W 1947 chór skupiał 45 członków.

### Parafia w okresie PRL
Podczas kadencji ks. Tadeusza Wojaka jako proboszcza doszło do remontów kościołów w Starym Bielsku i Kamienicy. Ksiądz Wojak w 1967 wyjechał do Warszawy i objął stanowisko redaktora naczelnego w Wydawnictwie „Zwiastun”.
W okresie 1948–1951 funkcję organisty poza Pawłem Wapienikiem pełnił rownież Jan Pytlik wraz z synem Bronisławem, natomiast około połowy lat 50. XX wieku Pawła Wapienika na stanowisku dyrygenta chóru wspierał także Jan Biesok. Do chóru w okresie tym należało koło 35 członków. Następnie w latach 1960–1963 w zakresie prowadzenia chóru i gry na organach pomagał Jan Czyż, który w 1963 przejął od Pawła Wapienika obie funkcje.
5 maja 1968 stanowisko proboszcza objął ks. Manfred Uglorz, wprowadzony w urząd przez seniora diecezji ks. Adama Wegerta oraz ks. Ryszarda Janika. W okresie 1974–1977 jako wikariusz w parafii pracował ks. Roman Mikler, następnie w latach 1977–1978 funkcję tę sprawował ks. Tadeusz Bogucki, a w latach 1979–1984 – ks. Piotr Mendroch. W 1985 stanowisko to objął ks. Marian Niemiec, zastąpiony w 1990 przez ks. Piotra Szarka.
W 1985 miał miejsce pierwszy występ zagraniczny chóru parafialnego. Koncerty odbyły się na terenie RFN w Kalbach, Langenhagen, Pfullingen, Weiler i Wiesbaden. Kolejny raz chór odbył podróż zagraniczną w 1988, kiedy odwiedził ze swoim programem Kalbach, Lippstadt, Langenhagen, Langenzenn, Pfullingen i Weiler.

### Historia parafii w III RP
27 września 1992 ks. Manfred Uglorz zrezygnował ze stanowiska proboszcza w związku z poświęceniem się przez niego całkowicie pracy naukowej. Administratorem parafii został wówczas dotychczasowy wikariusz ks. Piotr Szarek, który 9 grudnia 1993 został wprowadzony w urząd proboszcza.
W latach 1994 oraz 1997 miały miejsce kolejne koncerty chóru parafialnego w Niemczech. W 1996 wydana została kaseta z wykonywanymi przez niego pieśniami.
6 listopada 2011 w Kościele Opatrzności Bożej we Wrocławiu miała miejsce ordynacja na księdza odbywającego tu wcześniej praktyki magistra teologii Łukasza Stacheleka, który z momentem tym objął stanowisko wikariusza w Starym Bielsku, pełniąc je do 31 lipca 2013, a następnie został on wikariuszem w parafii w Goleszowie. 1 sierpnia 2013 jego następcą w Starym Bielsku został ks. Rafał Dawid, który 4 grudnia 2014 zwrócił się z wnioskiem do Konsystorza o rezygnację ze stanowiska i skreślenie z listy duchownych Kościoła Ewangelicko-Augsburskiego, który został rozpatrzony pozytywnie i przyjęty z mocą obowiązującą od 1 marca 2015. W związku z tym 1 marca 2015 wikariuszem w parafii został ks. Artur Woltman.
31 października 2015 w nabożeństwie odbywającym się w kościele w Starym Bielsku z okazji Pamiątki Reformacji udział wziął Prezydent Rzeczypospolitej Polskiej Andrzej Duda, który przekazał parafii drewniany krzyż, a od miejscowej społeczności ewangelickiej otrzymał rzeźbę przedstawiającą głowę orła.
W 2018 parafia liczyła około 1200 wiernych.
W związku z pandemią COVID-19 miała miejsce przerwa w działalności chóru parafialnego. 30 marca 2022 zmarł Jan Czyż, organista i jego dyrygent. Działalność chóru została wznowiona w październiku 2022, a stanowisko dyrygenta objął wówczas Karol Śliwka. 
Ksiądz Artur Woltman pełnił służbę w parafii do 31 stycznia 2024, a następnie objął funkcję wikariusza w parafii w Cieszynie. 1 lutego 2024 nowym wikariuszem w Starym Bielsku mianowano ks. Marka Londzina, dotychczasowego proboszcza parafii w Dzięgielowie.

### Proboszczowie i administratorzy parafii
| Imię i nazwisko             | Stanowisko    | Lata urzędowania |
| --------------------------- | ------------- | ---------------- |
| ks. Andrzej Źlik            | proboszcz     | 1829–1834        |
| ks. Johann Friedrich Gloxin | proboszcz     | 1835–1877        |
| ks. Adam Lisztwan           | proboszcz     | 1877–1909        |
| ks. Hugo Bartling           | proboszcz     | 1910–1945        |
| ks. Adam Piotr Wegert       | administrator | 1945             |
| ks. Tadeusz Wojak           | administrator | 1945–1950        |
| ks. Tadeusz Wojak           | proboszcz     | 1950–1967        |
| ks. Adam Piotr Wegert       | administrator | 1967             |
| ks. Manfred Uglorz          | proboszcz     | 1968–1992        |
| ks. Piotr Szarek            | administrator | 1992             |
| ks. Piotr Szarek            | proboszcz     | 1993–obecnie     |

## Działalność
Nabożeństwa w Kościele Jana Chrzciciela w Starym Bielsku przy ul. Pod Grodziskiem 9 prowadzone są w każdą niedzielę. Ponadto w ciągu całego roku raz na tydzień odbywają się tu nabożeństwa tygodniowe.
Do parafii należy również kościół filialny w dzielnicy Kamienica przy ul. Rajskiej 12, gdzie nabożeństwa odbywają się w każdą niedziele oraz w wybrane święta.
W trakcie nabożeństw niedzielnych w Starym Bielsku prowadzone są zajęcia szkółki niedzielnej dla dzieci. Ponadto co miesiąc organizowane są dodatkowe nabożeństwa rodzinne, przeznaczone dla uczęszczających na szkółkę niedzielną oraz ich rodziców. W parafii odbywają się też cotygodniowe spotkania młodzieżowe, a także prowadzone co dwa tygodnie spotkania grupy „Aktywni 60±”.
Przy parafii działalność prowadzi chór, założony przed II wojną światową. Przy parafii w Jaworzu funkcjonuje Zespół „Cantate”, skupiający również członków z parafii w Starym Bielsku i organizujący występy w kościołach w Starym Bielsku i Kamienicy.
Parafia dysponuje dwoma czynnymi cmentarzami. Pierwszy zlokalizowany jest przy ul. Jana III Sobieskiego, na przeciwko Kościoła Jana Chrzciciela w Starym Bielsku. Został on założony około 1860. Zlokalizowana na nim jest również kaplica pełniąca funkcję domu przedpogrzebowego, wybudowana w czasie, kiedy doszło do wytyczenia nekropolii. Kolejny cmentarz położony jest w dzielnicy Kamienica przy ul. Karpackiej 134. Powstał on około 1843, a 17 września 1899 została na nim poświęcona kaplica, w której początkowo odbywały się jedynie nabożeństwa pogrzebowe. Z biegiem czasu rozpoczęto prowadzić posługi również w niedziele, w związku z czym została ona podniesiona do rangi kościoła filialnego.